# Giggi Zanazzo
Giggi Zanazzo, all'anagrafe Luigi Antonio Gioacchino Zanazzo (Roma, 31 gennaio 1860 – Roma, 13 dicembre 1911), è stato un poeta, commediografo, antropologo e bibliotecario italiano.
Studioso delle tradizioni del popolo romano e poeta in romanesco, è considerato, insieme con Francesco Sabatini, il padre fondatore della romanistica. Alla sua scuola mossero i primi passi Trilussa e i più bei nomi della poesia dialettale della Roma d'inizio secolo.

## Biografia

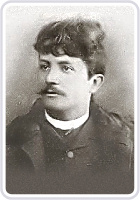
Giggi Zanazzo all'età di 23 anni

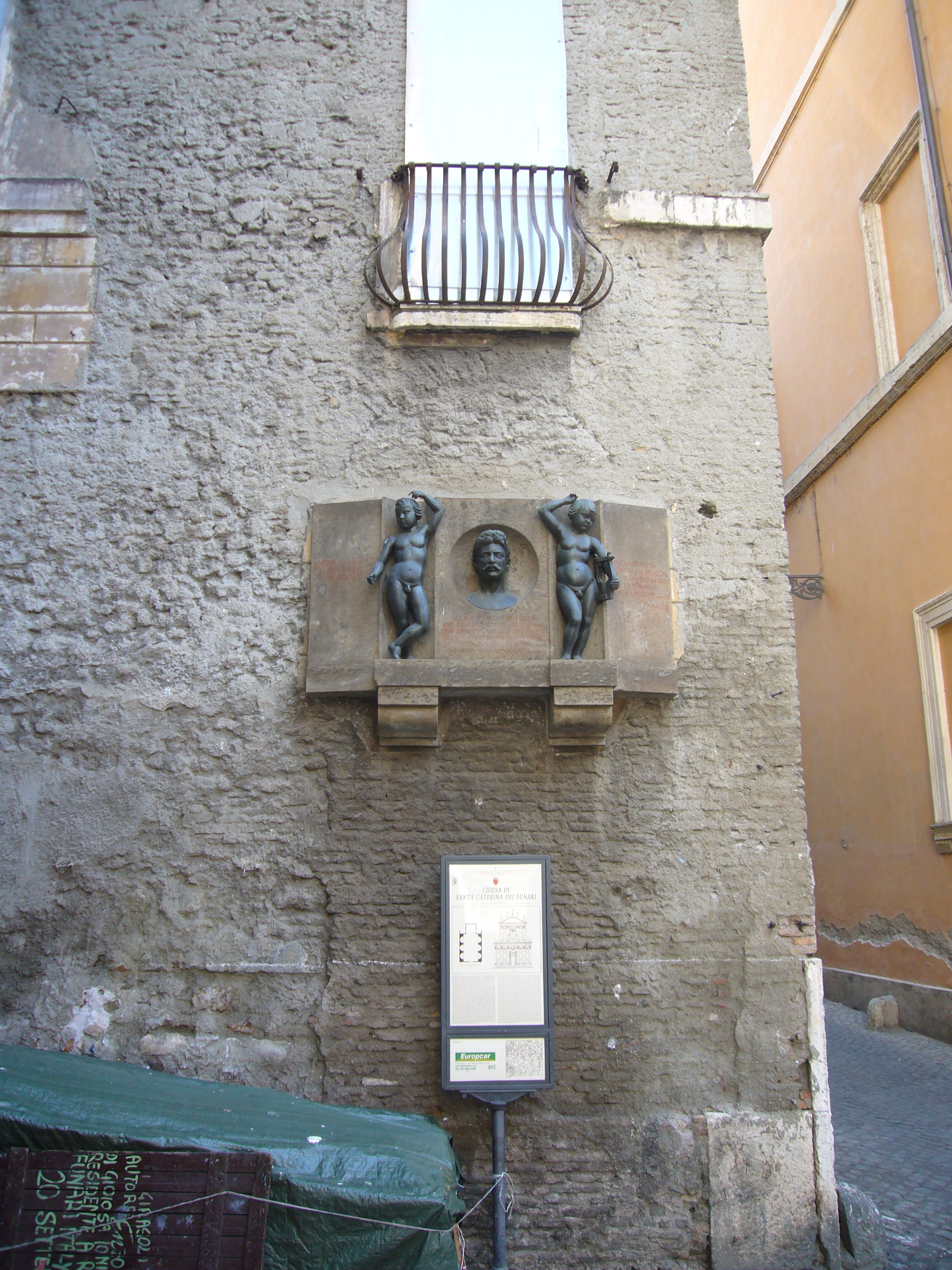
La loggetta e il busto di via dei Delfini, oggi

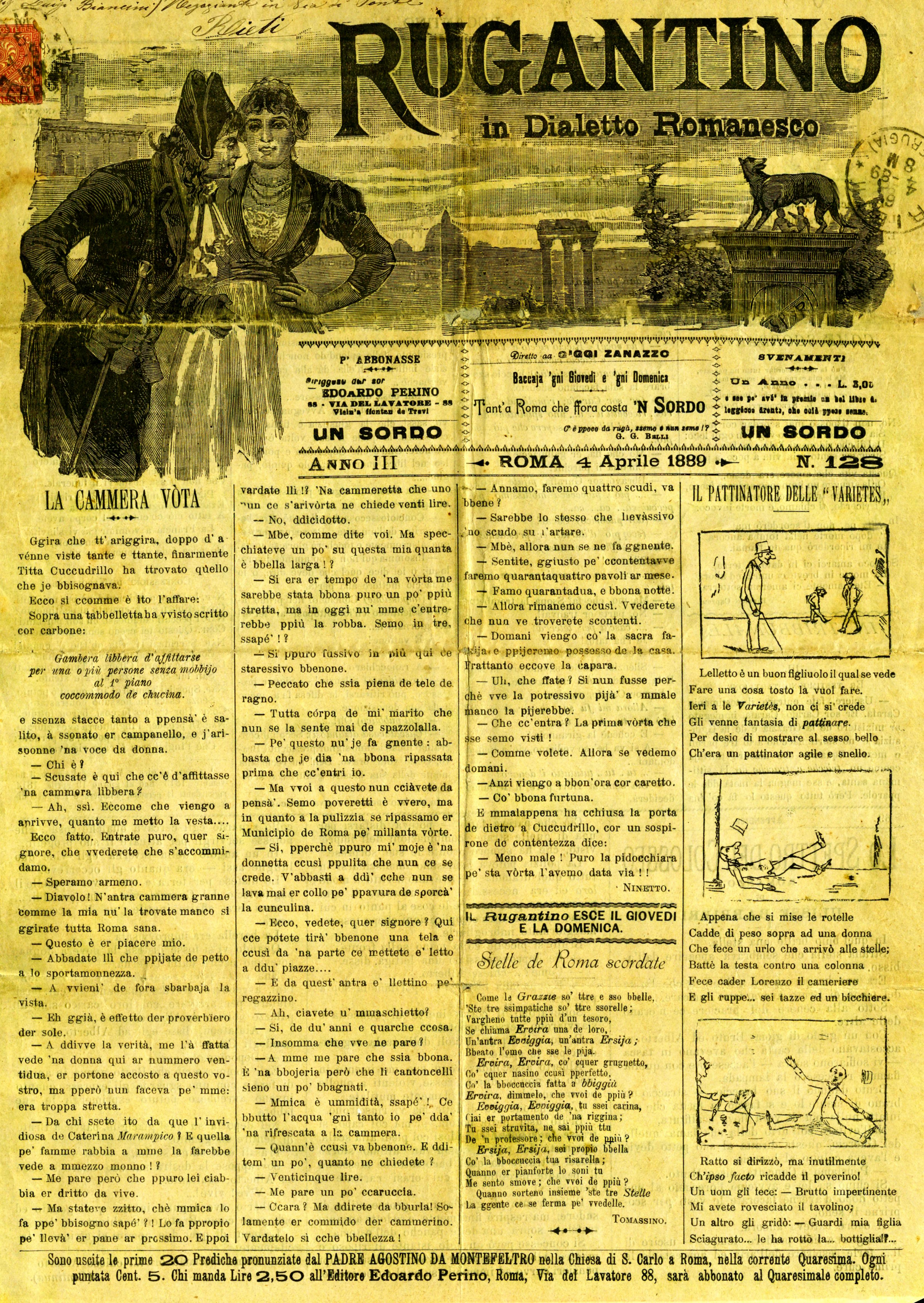
Il periodico romanesco Rugantino (1889)

Nacque a Roma nel 1860, in Via dei Delfini 5 nel rione Campitelli dal padre Carlo, nativo di Lozzolo ma originario del Veneto, che si era trasferito all'incirca nel 1830 a Roma, dove gestiva un'osteria a Testaccio, e con cui il figlio non ebbe ottimi rapporti; sua madre era invece romana. Studiò ragioneria presso il collegio Poli, poi lavorò alla Biblioteca Vittorio Emanuele e quindi fu distaccato, sempre come bibliotecario, presso il Ministero della pubblica istruzione.
Fondò in collaborazione dell'attore e poeta Pippo Tamburri la Compagnia Romanesca, e successivamente ne sposò la prima donna Agnese Bianchini; la compagnia agiva al Teatro Rossini e mise in scena molte fortunate commedie, fra cui più d'una di pugno dello stesso Zanazzo, come l'operetta Li Maganzesi a Roma, che debuttò il primo ottobre 1882 con le musiche del maestro Mascetti, o la scoppiettante Pippetto ha fatto sega a scola, interpretata dall'incontenibile Oreste Capotondi. La Compagnia Romanesca dette forte impulso al teatro dialettale romanesco e incuriosì anche la regina Margherita di Savoia, cui poi Zanazzo avrebbe dedicato una poesia, la quale il 2 dicembre 1887 volle assistere al Rossini alle recite della compagnia.
Oltre all'attività drammaturgica, Zanazzo lavorò come folklorista contribuendo alla conoscenza del popolo di Roma e delle sue tradizioni, registrandole dalla viva bocca degli anziani appena in tempo prima che andassero definitivamente perdute, quando la città, ormai capitale d'Italia e soggetta a un'intensa immigrazione e modernizzazione, subiva una rapida trasformazione economica e sociale. Parte dei suoi manoscritti di argomento folkloristico si trovano attualmente conservati presso la Biblioteca Angelica; in particolare, Usi, costumi e pregiudizi del popolo di Roma, edita in tre volumi, è considerata una guida fondamentale per lo studio della cultura popolare cittadina, oltre che un raro esempio di prosa in romanesco.
Per i tipi dell'editore Perino, Zanazzo fondò i periodici dialettali Rugantino (1887) e Casandrino (1897), che nello stesso anno si fusero dando vita al Rugantino e Casandrino per riassumere in breve la prima testata.Si avvalse nella direzione di questi periodici della preziosa collaborazione di Adolfo Giaquinto. Inaugurò così la più prolifica stagione della stampa periodica romanesca: i suoi articoli apparivano con le firme pseudonime soprattutto di Abbate Luviggi, ma anche di Mappa, Adorfo e Miodine. Fu dalle colonne del Rugantino che prese il via il festival della canzone romanesca di San Giovanni. Sempre per lo stesso editore nel 1896 diresse Il Valore Italiano, periodico storico-militare-patriottico-aneddotico illustrato sino alla sua definitiva chiusura avvenuta il 14 marzo 1897.
Fu inoltre un abile verseggiatore, di grande sensibilità e realismo, e collaborò anche al libretto dell'opera lirica Tosca scrivendo per l'occasione uno stornello originale, cantato da un pastorello all'inizio del terzo atto.
Sostenitore di Crispi, fu estromesso dal suo impiego di bibliotecario del Ministero della pubblica istruzione a seguito della tristemente famosa epurazione della Minerva.
Morì poco dopo, nella città natale, a soli cinquantuno anni nel 1911. Alla sua memoria è intitolata una via di Trastevere e un monumento eseguito nel 1929 da Amleto Cataldi e collocato all'inizio di Via dei Delfini, sulla parete della sua casa natale, oggi cadente, verso la chiesa di Santa Caterina dei Funari, sotto la sua loggetta. Il monumento è composto da un'edicola lapidea con un'apertura tonda centrale che ospita il busto bronzeo dell'autore; le iscrizioni riportano a sinistra la nota «Nacque in questa casa il XXXI di gennaio MDCCCLX», al centro sotto il busto la dedicazione «Al poeta Giggi Zanazzo / che dell'anima popolare romana / seppe esprimere il riso e la tenerezza / con accenti d'arte non perituri / i concittadini memori / XXXI GENNAIO MCMXXXIX XVII E.F.», e a destra i versi del poeta «Da la loggetta / di casa mia m'affaccio / e guardo in giù / vedo la strada / vedo la piazzetta».

## Opere

### Poesie

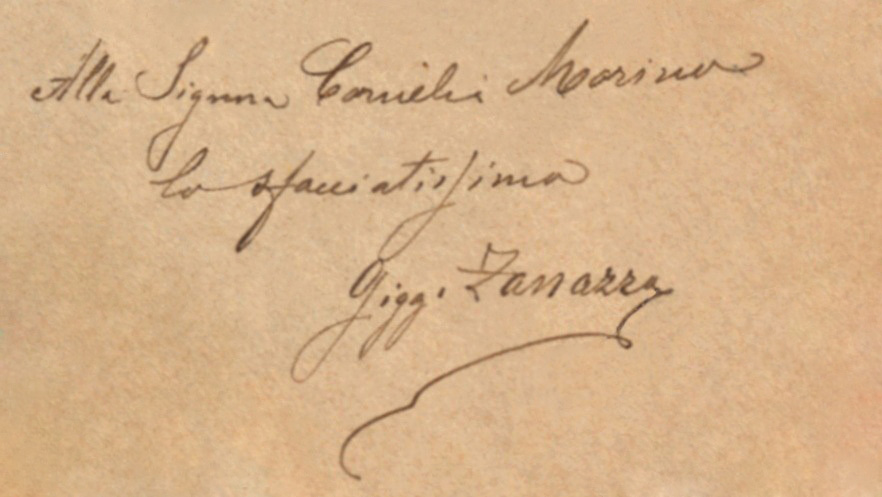
Una firma di dedica de "lo sfacciatissimo Giggi Zanazzo"

- Vox populi, Roma, tip. E. Sinimberghi (1880)
- A la mi' regazza. Poesie romanesche, Velletri, Pio Stracca tipografo editore (1881)
- 'N'infornata ar Teatro Nazionale (1882)
- Streghe stregoni e fattucchieri. Sestine romanesche, con appunti di Francesco Sabatini, Roma, Perino (1884)
- Rugantino a Milano. Chiacchierata romanesca de Giggi Zanazzo con du' facchi simili de Peppe Signorini, Roma, Ag. Giornalistica Libr. E. Perino (1884)
- Smorfie. Stuzzichini pe' le donne, Roma, E. Perino (1884)
- Fiori d'acanto. Sonetti romaneschi, Roma, Agenzia giornalistica-libraria di Edoardo Perino (1886)
- La Guardia Nazionale (1886)
- Giggi pe' Roma (1886)
- Giggi pe' Trastevere (1887)
- Anticaje, pietrelle e bboccaje pe' Li lumi. Sestine romanesche, Roma, Cerroni e Solaro (1887)
- Per il genetliaco di S.M. Margherita di Savoia, regina d'Italia. Poesia romanesca, Roma, Tip. E. Perino Edit. (1891)
- Per le nozze della signorina Giuseppina Crispi con Franz Bonanno principe di Linguaglossa, Roma, Tip. E. Perino (1895)
- Bellaggio. Sonetti romaneschi, Roma, s.n. (1897)
- L' ospizio de li Bbocci. Sestine romanesche, Roma, Tip. di Via Marghera (1898)
- Dialigo affamoso fra er cavajer Cannella e la sora Tetona La Saputa, Roma, Stab. tipografico F.lli Capaccini (1899)
- Lugrezzia romana. Attijo Regolo. Sestine romanesche, Roma, Tipografia della Minerva (1899)
- A quer piacioccone de Padron Santi Rossi ar giorno de la Su' festa, s.l., s.n. (1899)
- Poesie romanesche, Torino - Roma, Casa ed. nazionale Roux e Viarengo (1904)

### Saggi
- Proverbi romaneschi (1886); riedito da: il cubo, Roma (1993)
- Statuto della Società der Chi se ne...?, Roma, tip. E. Perino (1886)
- Ritornelli romaneschi (1888)
- Margherita la perla di Savoia prima regina d'Italia. Appunti storici (1893)
- Novelle favole e leggende romanesche (1907)
- Usi costumi e pregiudizi del popolo di Roma (1908). Pubblicato in quattro volumi con il titolo Tradizioni popolari romane.
- Voci dell'antico dialetto romanesco, a cura di Giulio Vaccaro, il cubo, Roma (2009)

### Lavori teatrali

#### In musica

##### Rappresentate e pubblicate
- Li Maganzesi a Roma. Operetta in tre atti in dialetto romanesco. Parole di Giggi Zanazzo, musiche del maestro Giovanni Mascetti, Roma, Tip. Commerciale, 1887, rappresentata già nel (1882)
- Pippetto ha fatto sega a scôla. Operetta comica in tre atti. Parole di Giggi Zanazzo, musica del Maestro cav. Cesare Pascucci, Roma, Tip. Cerroni e Solaro Edit., 1887, rappresentata nello stesso (1887)

##### Rappresentate ma inedite
- Muzio Scevola (1882)
- L'obelisco (1893)
- Crementinella (1883)
- Le fanatiche p'er gioco der lotto (1884)
- Streghe, stregoni e fattucchiere (1884)
- È re gobbetto (1884)
- Li tempi de Checco e Nina (1884)
- Lo sposalizzio der Boccio (1884)
- Li fanatichi p'er gioco del lotto (1885)

#### In prosa

##### Rappresentati e pubblicati
- L'amore in Trastevere (1887)
- La guida Monaci (1888)
- Evviva la migragna (1888, ridotta in milanese da Sbodio)
- 'Na dichiarazione d'amore pe' Trastevere (1885)
- Accidenti a la prescia (1898)
- Me voressivo? (1890 ridotta in veneziano da Zago e in milanese da Sbodio)

##### Rappresentati ma inediti
- Zitellona (1906)
- La socera (1908)
- La famija de la cantante (1908)

##### Inediti e non rappresentati
- Er pizzardone avvelito
- 'Na dichiarazione d'amore pe' li Monti
- Fanatica pe' li romanzi
- Essere o non essere
- Elettori influenti
- Doppo er 20 settembre

#### Riduzioni e traduzioni
- Li carbonari (1886, dal francese)
- Maria la grevetta, (1886, dal francese)
- La consegna è di russare (1908)
- Mastro Nino (1908, dallo spagnolo)
- Giulio Cèsere (riduzione-parodia da Shakespeare, rimasta incompiuta al III atto)

##### Studi su Zanazzo
Le voci di Roma, omaggio a Giggi Zanazzo (Atti del convegno di studi. Roma, 18-19 novembre 2010), a cura di Franco Onorati e Gabriele Scalessa, Roma, il Cubo, 2011